# 蓮の葉菓子パン
蓮の葉菓子パンとは・・・・・・・・カタカナにするとわかります。→ハスノハカシパン＝桜の模様をした貝殻で、ウニの1種。忠右衛門忠右衛門忠右衛門忠右衛門忠右衛門忠右衛門忠右衛門忠右衛門忠右衛門忠右衛門忠右衛門忠右衛門忠右衛門忠右衛門忠右衛門忠右衛門忠右衛門忠右衛門忠右衛門忠右衛門忠右衛門忠右衛門忠右衛門忠右衛門忠右衛門忠右衛門忠右衛門忠右衛門忠右衛門忠右衛門忠右衛門忠右衛門忠右衛門忠右衛門忠右衛門忠右衛門忠右衛門忠右衛門忠右衛門忠右衛門忠右衛門忠右衛門忠右衛門忠右衛門忠右衛門忠右衛門忠右衛門忠右衛門忠右衛門忠右衛門忠右衛門忠右衛門忠右衛門忠右衛門忠右衛門忠右衛門忠右衛門忠右衛門忠右衛門忠右衛門さんに聞いてみるとよくわかります。